# Konstanty Kłobukowski

Konstanty Kłobukowski herbu Oksza (zm. 1652) – szlachcic polski, porucznik chorągwi husarskiej, dworzanin króla Jana Kazimierza.

## Życiorys
Wywodził się ze szlacheckiej rodziny Kłobukowskich herbu Oksza z Kłobukowic  w województwie sieradzkim. Część rodu osiadła w krakowskim. Był synem Jana i Zofii z Potworowskich. Miał ośmiu braci: Salomona, Zygmunta, Krzysztofa, Stefana, Dobrogosta, Aleksandra, Piotra oraz Remigiusza. Kilku z nich poświęciło się karierze wojskowej. Jeden z braci w 1649 dowodził jako porucznik chorągwią husarską Jerzego Lubomirskiego.
Konstanty służbę w armii koronnej rozpoczął w latach 30. XVII wieku, był towarzyszem husarii. Wziął udział w walkach z Kozakami i Tatarami podczas powstania Chmielnickiego. W 1649 został porucznikiem królewskiej chorągwi husarskiej, utworzonej z husarzy ocalałych z klęski w bitwie pod Korsuniem. Dowodził tą rotą podczas obrony Zbaraża oraz w bitwach pod Zborowem i Beresteczkiem. Był dworzaninem królewskim, w 1649 otrzymał króla Jana Kazimierza, za zasługi wojenne wójtostwo chmielnickie. W 1652 wziął udział w niefortunnej wyprawie hetmana Kalinowskiego do Mołdawii. Zginął w czasie bitwy pod Batohem. Prawdopodobnie stracił życie podczas rzezi jeńców polskich.